# Owenduff/Nephin Complex SAC
Owenduff/Nephin Complex SAC este o arie protejată (sit de importanță comunitară — SCI) din Irlanda întinsă pe o suprafață de 27.052,05 ha, integral pe uscat.

## Localizare
Centrul sitului Owenduff/Nephin Complex SAC este situat la coordonatele 54°01′00″N 9°41′40″W / 54.016642°N 9.69431°V.

## Înființare
Situl Owenduff/Nephin Complex SAC a fost declarat sit de importanță comunitară în octombrie 1996 pentru a proteja 2 specii de plante și 6 specii de animale.

## Biodiversitate
Situată în ecoregiunea atlantică, aria protejată conține 8 habitate naturale: Ape oligotrofe din câmpii nisipoase, cu un conținut foarte redus de minerale (Littorelletalia uniflorae), Lacuri și iazuri distrofice naturale, Cursuri de apă de la nivel de câmpie la nivel montan, cu vegetație Ranunculion fluitantis și Callitricho-Batrachion, Pajiști umede nord-atlantice cu Erica tetralix, Pajiști alpine și boreale, Formațiuni de Juniperus communis pe lande sau pajiști calcaroase, Turbării de acoperire (* exclusiv pentru turbării active), Mlaștini turboase de tranziție și turbării mișcătoare.
La baza desemnării sitului se află mai multe specii protejate:
- plante (2): Hamatocaulis vernicosus, ochii-șoricelului (Saxifraga hirculus)
- păsări (4): Anser albifrons flavirostris, șoim de iarnă (Falco columbarius), șoim călător (Falco peregrinus), ploier auriu (Pluvialis apricaria)
- mamifere (1): vidră de râu (Lutra lutra)
- pești (1): somonul (Salmo salar)

Pe lângă speciile protejate, pe teritoriul sitului au mai fost identificate 3 specii de plante, 1 specie de păsări, 1 specie de amfibieni, 1 specie de mamifere.